# Idioma karayá
El karayá o ynã (también llamado karajá o carajá) es una lengua indígena hablada por unos 3600 miembros de la etnia Karajá en unas 30 aldeas en Brasil central. Existen diversas variantes o dialectos: karajá septentrional, karajá meridional, xambioá y javaé. Existe un estilo especial para el habla de los hombres y otro para el habla de las mujeres; siendo una de las principales diferencias que los hombres eliden el sonido /k/, que las mujeres si pronuncian. 

## Descripción lingüística

### Fonología
El karayá tiene nueve vocales orales /i e ɛ, ɨ ə a, u o ɔ/ y dos vocales nasales /ə̃ õ/. /a/ se nasaliza al inicio de palabra cuando va precedida por /h/ o una oclusiva sonoa: /aθi/ → [ãθi] 'hierba, pasto', /ɔha/ → [ɔhã] 'armadillo'; secundariamente este proceso nasaliza una /b/ o una /d/ que la precedan: /bahadu/ → [mãhãdu] 'grupo', /dadi/ → [nãdi] 'mi madre'. 
En cuanto al sistema consonántico, este está formado por solo 12 consonantes, de las cuales dos tercios son consonantes coronales:
|                         | Labial | Alveolar | Post- alveolar | Velar | Glotal |
| ----------------------- | ------ | -------- | -------------- | ----- | ------ |
| obs. no-continua sorda  |        |          | tʃ             | k     |        |
| obs. no-continua sonora | b (~m) | d (~n)   | dʒ             |       |        |
| implosiva               |        | ɗ        |                |       |        |
| fricativa               |        | θ        | ʃ              |       | h      |
| aproximante             | w      | l, ɾ     |                |       |        |

### Habla de hombres y mujeres
El karayá es una de las lenguas donde existen diferencias sistemáticas entre el dialecto de los hombres y el dialecto de las mujeres, el siguiente cuadro comparativo muestra algunas diferencias:
| Mujeres    | Hombres | GLOSA                             |
| ---------- | ------- | --------------------------------- |
| kɔɗu       | ɔɗu     | 'tortuga'                         |
| kɔlukɔ     | ɔluɔ    | 'piercing labial'                 |
| kaɾitʃakɾe | aɾiakɾe | 'caminaré'*                       |
| bɛɾaku     | beɾo    | 'río'                             |
| adõda      | aõda    | 'cosa'                            |
| dõbĩku     | dõbĩu   | 'Domingo' (présamo del portugués) |
* The /itʃa/ deriva históricamente de *ika

### Gramática
El karayá es una en el que el orden preferente del verbo va al final de la frase. Como la mayoría de lenguas macro-yê tiene una morfología nominal muy simple y una morfología verbal sólo un poco más compleja, que incluye la incorporación nominal. La conjungación verbal incluye direccionales así como marcas de persona sujeto, modo, persona objeto y voz.